# Vaidevutė
Vaidevutė ist ein litauischer weiblicher Vorname, abgeleitet von vaidas und devutis. Die männliche Form ist Vaidevutis. Vaidevutė ist eine Verniedlichungsform.

## Personen
- Vincė Vaidevutė Margevičienė (* 1949),  Biologin und Politikerin, Mitglied des Seimas, stellvertretende Bürgermeisterin von Kaunas.